# 13th Age
13th Age è un gioco di ruolo fantasy basato sul d20 System, progettato da Rob Heinsoo e Jonathan Tweet e pubblicato dalla Pelgrane Press nel 2013. Il regolamento base del gioco è stato pubblicato in italiano dalla Wyrd Edizioni.

## Ambientazione
Uno dei punti principali del gioco è la nozione di "icone" potenti esseri, che sono i principali poteri che manovrano il mondo. Nel caso si voglia utilizzare una propria ambientazione gli autori raccomandano di decidere quali dei personaggi non giocanti di questa ambientazione possono corrispondere alle Icone presentate in 13th Age, o in alternativa, se non ci sono singoli personaggi con una potenza e influenza paragonabili, assegnare il loro ruolo a fazioni.. 
L'ambientazione di default offerta da 13th Age è un fantasy generico descritto a larghe pennellate e pensato per essere espanso e adattato dal master nel corso del gioco. Il mondo è piatto e circolare, con le terre che circondano un grande mare interno, con un oceano popolato da mostri ostili su un lato.  Presenta tredici potenti "icone" (l'Alta Druida, l’Arcimago, il Crociato, la Diabolista, il Re dei Nani, il Principe delle Ombre, l'Imperatore, il Grande Dragone Dorato, il Re Lich, la Regina degli Elfi, la Sacerdotessa, il Signore degli Orchi e Le Tre) descritti in termini generali e che il master ha ampio spazio per personalizzare e a cui i personaggi possono scegliere di essere legati, in maniera positiva e negativa.
La storia dell'ambientazione è scandita in ere, periodi lunghi di due o tre secoli, che si chiudono con un cataclisma che apre la strada all'era successiva. Il gioco si svolge nella tredicesima era (da cui il nome del gioco) e poco si conosce delle ere precedenti. La dodicesima era si è chiusa con la rivolta contro il Re-Stregone (l'attuale Re Lich) guidata da quello che è il corrente Imperatore. A sud si trova un grande cratere, l'Abisso, che la Diabolista ha aperto verso gli inferni. Il Grande Dragone Dorato l'ha però sigillato sia fisicamente con il suo corpo, che magicamente con i suoi incantesimi ed impedisce agli eserciti dei demoni di invadere l'Impero, anche se alcuni demoni minori riescono a sfuggire ai suoi sigilli e qua e là nell'impero si aprono le fosse infernali, piccole zone che sono veri e propri inferni in terra, controllati da bande di demoni.
Sono descritte a grandi linee sette grandi città:
- Axis, la città delle spade, capitale dell'impero e luogo di residenza dell'Imperatore;
- Concorde, la città delle spire, dove elfi, nani e umani coesistono pacificamente;
- Drakkenhall, la città dei mostri, governata dalle Tre (una triade di dragoni malvagi);
- Glitterhaegen, la città dei mercanti;
- Horizon, la città delle meraviglie magiche, governata dall'Arcimago;
- New Port, la città delle opportunità, la più recente delle grandi città, non controllata completamente da nessuno;
- Santa Cora, la città degli dei, governata dalla Sacerdotessa.

Viaggiare per terra è pericoloso, quindi le principali città si trovano sulle coste del Mare Interno (nel passato pacificato da un incantesimo lanciato dall'Imperatore) e le principali vie di collegamento tra di esse sono rotte marine.  Al di sotto dell'Impero si trova il Mondo Sotterraneo, un intrico di tunnel, caverne e laghi sotterranei. Anticamente il regno dei nani, questi hanno dovuto abbandonarlo quando, in conseguenza della guerra contro gli elfi, questo è stato avvelenato. Nella tredicesima era è abitato da elfi scuri, da nani che tentano di riconquistare le dimore ancestrali (degenerando spesso in vari tipi di mostri in seguito all'effetto del veleno tuttora presente), da drider (esseri dal corpo di ragno e torso di elfo nero) e da numerose altre creature. I dungeon viventi, enormi complessi architettonici viventi, popolati da mostri e aberrazioni, nascono nel profondo della terra e salgono attraversando il mondo sotterraneo fino ad emergere in superficie. Un tempo venivano in gran parte eliminati dai nani, prima ancora che emergessero, ma nella tredicesima era nessuno ostacola il loro passaggio.
Il cielo è solcato da nuvole, in grado di reggere carichi pesanti e che ospitano città, e da altri vascelli magici, alcuni creazioni di icone, altri arrivati da altri mondi.
L'Impero è in equilibrio precario, sostenuto dagli sforzi ognuno a modo suo dell'Imperatore, dell'Arcimago e della Sacerdotessa. A oriente i boschi selvaggi sono controllati dall'Alta Druida, che si oppone a un'ulteriore avanzata della civilizzazione sul suo dominio. Il Re dei Nani domina dalla sua fortezza della Forgia, ricco del possesso di ricche miniere. Il Crociato ha già assaltato e conquistato tre fosse infernali e regna con pugno di ferro dalla prima di queste, First Triumph, ma nella sua lotta contro i demoni non si cura delle vittime collaterali.

### Altre ambientazioni
Ulteriori ambientazioni per 13th Age sono state pubblicate su licenza, in particolare una versione di Glorantha è stata finanziata mediante un kickstarter lanciato il 7 dicembre 2014 da Rob Heinsoo e pubblicata dalla Chaosium nel 2018.

## Storia editoriale
Nel 2010 Rob Heinsoo e Jay Schneider, entrambi ex dipendenti della Wizard of the Coast decidono formare una società per lo sviluppo di videogiochi, la 14WeekHobby. A loro si aggiunge in seguito Lee Moyer, che riprogetta il logo e nome della società che diventa la Fire Opal Media. A questo punto Heinsoo decide di tornare allo sviluppo giochi da tavolo e contatta Jonathan Tweet, altro ex dipendente della Wizards of the Coast, con cui il mercoledì sera giocava a Dungeons & Dragons. Insieme i due sviluppano 13th Age la cui stampa viene affidata alla Pelgrane Press, anche se la Fire Opal Media mantiene la proprietà intellettuale.
Il regolamento riprende gli elementi della terza e quarta edizione di Dungeons & Dragons, semplificando ed astraendo molti elementi, il combattimento è astratto e senza griglia, i mostri descritti da un numero ridotto di statistiche, descrizioni di armi, equipaggiamento e razze semplificate. Vengono ripresi alcuni elementi introdotti dalla quarta edizione, come i recuperi che permettono a ogni classe i recuperare punti ferita durante il combattimento, le definizioni dei ruoli tattici dei mostri e i poteri a incontro. Vengono ripresi molti elementi ispirati da giochi di ruolo indie, per esempio l'idea del failing forward, per cui anche i fallimenti dei personaggi dovrebbero comunque avanzare la trama, la struttura libera delle abilità (quest'ultima che era già stata introdotta per la prima volta da Tweet nel suo primo gioco di ruolo, Over the Edge), la relazione dei personaggi con le icone e la cosa unica di ogni personaggio.
Per la GenCon 2012 il regolamento era pronto per il playtesting e sfruttando l'hype generato fu lanciato un Kickstart per un supplemento intitolato 13 True Ways nel settembre 2012, molto prima che il manuale base del gioco fosse pubblicato.
Il manuale base è stato pubblicato il 3 agosto 2013, una settimana prima della GenCon 2013 e comprende le regole per la creazione dei personaggi, quelle di combattimento un elenco di oggetti magici e di mostri, la descrizione delle icone (potenti personaggi non giocanti) e la descrizione dell'ambientazione base (l'Impero del Drago). Come per altre varianti del d20 System le regole sono state pubblicate come Open Game License e quindi il suo contenuto può essere copiato o modificato. Un riassunto delle regole è disponibile gratuitamente online.

### Traduzioni
Il gioco è stato tradotto e pubblicato in:
- italiano dalla Wyrd Edizioni, che ha pubblicato il manuale base (13th Age), lo schermo del master e l'avventura Artefici del proprio destino (Make Your Own Luck);
- francese da Le Septième Cercle, che ha pubblicato il manuale base, 13e Âge e un riassunto delle regole e schede per i personaggi, Le Carnet du héros, nel 2014. Nel ha annunciato che non avrebbe pubblicato altri manuali della linea[9]

## Sistema di gioco
Il regolamento è basato sul d20 System, ma introduce diverse meccaniche riprese dai giochi indie per permettere ai giocatori di introdurre propri elementi narrativi (per esempio: la scelta della singolarità del proprio personaggio, le abilità sostituite da background, la relazione con le icone).
Alla creazione il giocatore sceglie una classe e una razza (sono disponibili tutte le classi e razze base classiche di Dungeons & Dragons) e secondo il metodo di creazione scelto assegna (con un metodo a punti) o tira casualmente (4d6 per ogni attributo) gli attributi (quelli classici: forza, destrezza, costituzione, intelligenza, saggezza e carisma), che variano da 3 a 18. La scelta della razza fornisce unicamente un bonus di +2 a un attributo a scelta tra due attributi e un limitato potere speciale, quella della classe un bonus di +2 a un altro attributo (che deve essere diverso da quello scelto per la razza) e l'accesso a vari poteri che tipicamente ne definiscono le capacità di combattimento.
La difficoltà delle prove di abilità è classificata in base alla difficoltà (normale, difficile o ridicolmente difficile) e al tipo di ambiente in cui si trova (avventuriero, campione o epico). Una prova di difficoltà normale in un ambiente di rango "avventuriero" (per esempio scassinare la serratura della porta della locanda) ha difficoltà 15, in un ambiente "campione" ( la serratura della sala del trono del regno) ha difficoltà 20 e in un ambiente epico (scassinare la serratura del portone all'ingresso della tana di un drago) ha difficoltà 25.
Le abilità sono rimpiazzate da un background. Ogni personaggio ha otto punti da investire in background. Esempi di background sono: accolito del tempio, addestratore di animali, artista della truffa, assassino, cavaliere errante, poeta guerriero, ecc. I tiri di abilità si risolvono con tirando un dado a venti facce, più il livello più un background applicabile, se il giocatore può giustificarne l'uso. Per esempio un personaggio che deve scalare una parete potrebbe invocare l'uso del background "topo di appartamento" (dato che ovviamente un topo di appartamento ha imparato ad arrampicarsi sui muri per raggiungere il suo obiettivo), mentre per calmare un cane da guardia potrebbe chiedere di applicare il background "addestratore di animali". Il manuale fornisce alcuni esempi di background, ma il giocatore è libero di inventarne di nuovi Il sistema incoraggia i giocatori a creare storie del passato dei loro personaggi che giustifichino i bonus alle azioni del gioco, raccontando quando nel loro passato si sono trovati ad affrontare ostacoli simili a quelli che devono affrontare o cosa hanno imparato dalla loro esperienza.
Oltre al background un personaggio ha una singolarità ("One Unique Thing"), che lo distingua da tutti gli altri personaggi. Questa non dovrebbe avere effetti meccanici di gioco, ma può influenzare la storia del personaggio, fornire agganci al master, dare spunti di interpretazione. Per esempio "Sono l'unico halfling cavaliere dell'Impero del Drago" o "Ho un cuore ad orologeria costruito dai nani", "Sono l'unico halfling ad aver militato nel corpo dei grifoni reali", .
Il combattimento è pensato per essere giocato completamente astratto senza una griglia di movimento. In una battaglia tutti i personaggio e i loro avversari sono considerati sufficientemente vicini tra loro che in una mossa un personaggio può raggiungere qualunque altro personaggio o avversario, salvo che non usi una mossa per spostarsi "lontano". Un personaggio può essere ingaggiato con un avversario o libero. Si diventa ingaggiati attaccando in mischia un avversario (o venendo attaccati in mischia). Per disimpegnarsi si può semplicemente muoversi subendo un attacco di opportunità o usare un'azione per tentare un tiro salvezza facile: se si fallisce non ci si può disimpegnare, altrimenti ci si disimpegna senza subire un attacco di opportunità.
Con il progredire dei turni di combattimento le capacità di combattere dei personaggi migliorano. Questo è rappresentato da un dado a sei facce, detto dado escalation, che vale uno al secondo turno di combattimento, due al terzo, e così via fino a raggiungere il sei. I giocatori aggiungono il valore del dado escalation al loro tiro per colpire del personaggio, inoltre alcuni poteri sono più potenti o comunque hanno dei vantaggi se il dado escalation ha raggiunto un certo valore (per esempio un talento permette al barbaro di non consumare l'uso dell'ira se attende fino a quando il dado escalation è 4+ prima di usarla). Quindi più dura il combattimento più potenti diventano gli attacchi dei personaggi. Inoltre il valore del dado può scandire altri effetti, per esempio può attivare degli effetti ambientali quando è pari (cadono rocce dal soffitto durante il combattimento in una cava, o un geyser esplode in mezzo alla palude, ecc...). In generale mostri e avversari non usano il dado escalation, ma alcuni come i draghi fanno eccezione.

## Pubblicazioni

### Dragon Empire
L'ambientazione di default di 13th Age
- Rob Heinsoo e Jonathan Tweet, 13th Age, Pelgrane Press, 2013. Manuale base
- Rob Heinsoo, Robin Laws e Jonathan Tweet, 13 True Ways, Pelgrane Press, 2014. Regole aggiuntive, ulteriori classi, regole per personaggi multiclase
- Rob Heinsoo, Kenneth Hite e Cal Moore, 13th Age Bestiary, Pelgrane Press, 2014
- Gareth Ryder-Hanrahan, Book of Loot, Pelgrane Press, 2014. Oggetti magici
- Gareth Ryder-Hanrahan, Make Your Own Luck, Pelgrane Press, 2014. Avventura
- Cal Moore, Shadows of Edolan, Pelgrane Press, 2014. Avventura
- Gareth Ryder-Hanrahan, Eyes of the Stone Thief, Pelgrane Press, 2015. Campagna contro un sotterraneo vivente
- Robin D. Laws, The Strangling Sea, Pelgrane Press, 2015. Avventura
- Cal Moore, High Magic & Low Cunning, Pelgrane Press, 2016. Battaglie contro avversari collegati al Signore degli Orchi, Principe delle Tenebre, l'Archimago, l'Alto Druido e I Tree
- High Cunning & Low Magic Map Folio, Pelgrane Press, 2016. Mappe per High Magic & Low Cunning
- Cal Moore, The Crown Commands: Battle Scenes for Four Icons, Pelgrane Press, 2016. Battaglie contro avversari collegati al Re dei Nani, la Regina degli Elfi, l'Imperatore e il Re Lich
- The Crown Commands: Battle Scenes for Four Icons Map Folio, Pelgrane Press, 2016. Mappe per The Crown Commands: Battle Scenes for Four Icons
- Lions & Tigers & Owlbears: The 13th Age Bestiary 2, Pelgrane Press, 2017. Secondo bestiario
- Cal Moor, Fire & Faith: Battle Scenes for Four Icons, Pelgrane Press, 2017. Scontri contro avversari legati al Crociato, la Sacerdotessa, il Diabolista e il Grande Dragone Dorato.
- Fire & Faith: Battle Scenes for Four Icons Map Folio, Pelgrane Press, 2017. Mappe per Fire & Faith: Battle Scenes for Four Icons

#### 13th Age Monthly
Una serie di supplementi con nuove regole, avventure e opzioni per i personaggi pubblicati in pdf:
- Rob Heinsoo e Ash Law, Dragonriding, Pelgrane Press, 2015
- Gareth Ryder-Hanrahan, Temples of the Frogfolk, Pelgrane Press, 2015
- Ash Law, Candles, Clay e Dancing Shoes, Pelgrane Press, 2015
- Gareth Ryder-Hanrahan, Children of the Icons, Pelgrane Press, 2015
- Ash Law, Eidolons, Pelgrane Press, 2015
- Rob Heinsoo, Summoning Spells, Pelgrane Press, 2015
- Cal Moore, Sharpe Initiatives; Earthgouger, Pelgrane Press, 2015
- Jonathan Tweet e Rob Heinsoo, 7 Icon Campaign, Pelgrane Press, 2015
- Cal Moore e Rob Heinsoo, Kroma Dragonics, Pelgrane Press, 2015
- Michael E. Shea e Rob Heinsoo, Echo e Gauntlet, Pelgrane Press, 2015
- Lynne Hardy, Waking Stones, Pelgrane Press, 2015
- Steven Warzeha e Rob Heinsoo, Home Bases, Pelgrane Press, 2015
- Sconosciuto, At Land's Edge, Pelgrane Press, 2015
- Gareth Ryder-Hanrahan, Make Your Own Luck, Pelgrane Press, 2015
- Rob Heinsoo e Jonathan Tweet, Rakshasas e Reavers, Pelgrane Press, 2016
- Ash Law e Rob Heinsoo, Phoenix, Pelgrane Press, 2016
- Rob Heinsoo, Sorcerer Summoning, Pelgrane Press, 2016
- Rob Heinsoo e Lynne Hardy, Coin Tricks, Pelgrane Press, 2016
- Rob Heinsoo, Gladiators, Pelgrane Press, 2016
- Wade Rockett, Temple of the Sun Cabal, Pelgrane Press, 2016
- Steven Warzeha e Rob Heinsoo, Shades of Fey, Pelgrane Press, 2016
- Gareth Ryder-Hanrahan, Alarums e Incursions - Downtime for Six Icons, Pelgrane Press, 2016
- Rob Heinsoo, Mounted Combat, Pelgrane Press, 2016
- Cal Moore e Rob Heinsoo, Nymphs, Pelgrane Press, 2016
- Gareth Ryder-Hanrahan, Further Alarums - Downtime for Seven Icons, Pelgrane Press, 2016
- Rob Heinsoo, High Druids World, Pelgrane Press, 2016
- Ash Law, Return to Screamhaunt Castle, Fire Opal Media, 2016
- Gareth Ryder-Hanrahan, Swords Against the Dead, Pelgrane Press, 2016

#### Tales of the 13th Age
Una serie di avventure pubblicati in pdf
- Ash Law, Tower of the Ogre Mage, Pelgrane Press
- Ash Law, Three Hearts over Glitterhaegen, Pelgrane Press
- Ash Law e Carrie Rasmussen e Rob Heinsoo, The Folding of Screamhaunt Castle, Pelgrane Press
- Ash Law, Omenquest, Pelgrane Press
- Ash Law, The Feast of Gold, Pelgrane Press
- Ash Law, Escape from the Diabolist's Dungeon, Pelgrane Press
- Aaron Roundabush e Ryven Cedrille e Ash Law, Domain of the Dwarf King, Pelgrane Press
- Ash Law, The Crusader's Fist, Pelgrane Press
- Ash Law, Crown of the Lich King, Pelgrane Press
- Ash Law e Ed Kabara e Ryven Cedrille e Tommy Scout, Quest in the Cathedral, Pelgrane Press
- Ash Law e L Mingoa e T. Scott e Ryven Cedrille e Q. Murphy e Ed Kabara, Wyrd of the Wild Wood, Pelgrane Press
- Aaron Roundabush, Ash Law e Lawrence Augustine Mignola, Shadow Port Shuffle, Pelgrane Press
- Ash Law, Orrery of the Archmage, Pelgrane Press
- Ash Law, The Dungeons Of Drakkenhall, Pelgrane Press
- Ash Law, Tides of Fate - Part 1, Pelgrane Press
- Ash Law, Tides of Fate - Part 2, Fire Opal Media
- Aaron Roundabush e Ryven Cedrille, The Elf Queen's Enchantment, Pelgrane Press

### Glorantha
- Rob Heinsoo e Jonathan Tweet, 13th Age Glorantha, Chaosium e Rob Heinsoo Games, 2018.

### Altri
- Wolfgang H. Baur, Jason Bulmahn, Ed Greenwood, Jim Groves, Stephen Radney-MacFarland, Amber E. Scott e Owen K.C. Stephens, Deep Magic 13th Age Edition, Kobold Press, 2014. Supplemento che espande gli incantesimi disponibili ai giocatori
- Connor W Marvin, John WS Marvin, Vanessa Rose Phin, Gods and Icons, Dread Unicorn Games, 2016. Tre religioni da adottare nella propria campagna e la descrizione di icone alternative.
- Richard Baker, David Noonan e Stephen Schubert, Primeval Thule Campaign Setting [Thule], Sasquatch Game Studio, 2014. Un'ambientazione sword and sorcery
- Stacey Janssen e David Noonan, The Pristine City, Dastow Games, 2015
- Ash Law, Midgard Bestiary, 2014
- Chris Dias, Christopher Stilson, Amethyst: Apotheosis, Dias Ex Machina Games, 2015. Un'ambientazione di antasy contemporaneo
- Ryven Cedrylle, Sean Duncan, Alex Greene et all, Nocturne, Savage Mojo, 2015. Un'ambientazione dark fantasy/orrore gotico

### Midgard
- Wade Rockett, The Wreck of Volund's Glory , Kobold Press, 2014

### Romanzi
- Greg Stolze, The Forgotten Monk, 2016